# Vazia
Vazia, già Villa Troiana, è una frazione del comune di Rieti, nel Lazio. Fino al 1927 costituiva un comune a sé, con le frazioni di Lugnano (sede comunale) e Lisciano, all'interno della provincia dell'Aquila in Abruzzo.

## Geografia fisica
Vazia si trova geograficamente ai piedi del Monte Terminillo montagna dell'Appennino centrale, il territorio declina pianeggiante verso la Conca reatina modellata dai sedimenti dal fiume del Velino.

## Storia
Il paese prende il nome dall’antica Vatia, città degli Aborigeni (mitologia) riportata da Marco Terenzio Varrone e Dionigi di Alicarnasso pochi chilometri ad est di Reate, che si pensava sorgesse in questo luogo, ma in realtà localizzata nella vicina Santa Rufina (Cittaducale).
Da studi archeologici sembra che il primo insediamento risalga a circa il 1200 a.C. ad opera dei Pelasgi. La città fu probabilmente abbandonata dai suoi ultimi abitanti, nel corso del VI secolo d.C., che si trasferirono sui monti fondando i centri di Lugnano e Lisciano.
Nel corso del Medioevo furono eretti diversi castelli, di cui oggi rimangono pochi resti. Nel XIII secolo la zona passò sotto il Regno di Napoli, di cui era Re Carlo I d'Angiò, rientrando nel comprensorio di L'Aquila ove rimase fino al 1860. Il confine naturale tra Regno di Napoli e Stato Pontificio può essere individuato nel torrente Renaro o Ranaro, affluente di destra del fiume Velino, che nasce nel vallone di Lisciano.

## Amministrazione
Inizialmente Lugnano costituiva comune autonomo e apparteneva alla provincia dell'Aquila in Abruzzo. Nel 1863, in seguito all'unità d'Italia, cambiò nome in "Lugnano di Villa Troiana" per evitare omonimie con altri comuni del neonato regno.
Nel gennaio del 1927 venne aggregato alla nascente provincia di Rieti, passando dall'Abruzzo al Lazio; nell'ottobre del 1927 il comune cambiò nome in "Vazia", mentre nel febbraio del 1928 il comune venne soppresso e inglobato nel comune di Rieti.
Quando esistevano le Circoscrizioni si trovava nell'ambito amministrativo della III Circoscrizione. Pur appartenendo al comune di Rieti, dal 1958 i beni civici che ricadono nel perimetro della frazione sono gestiti da una amministrazione autonoma denominata "Amministrazione Beni Civici di Vazia".